# Cosmorhoe coarctata
Cosmorhoe coarctata är en fjärilsart som beskrevs av Louis Beethoven Prout 1904. Cosmorhoe coarctata ingår i släktet Cosmorhoe och familjen mätare. Inga underarter finns listade i Catalogue of Life.